# Campionati europei di atletica leggera 2024 - 800 metri piani maschili
La specialità degli 800 metri piani maschili dei campionati europei di atletica leggera 2024 si è svolta il 7, l'8 e il 9 giugno allo Stadio Olimpico di Roma, in Italia.

## Podio
| Pos.    | Atleta            | Nazionalità | Tempo   | Note |
| ------- | ----------------- | ----------- | ------- | ---- |
| Oro     | Gabriel Tual      | Francia     | 1'44"87 |      |
| Argento | Mohamed Attaoui   | Spagna      | 1'45"20 |      |
| Bronzo  | Catalin Tecuceanu | Italia      | 1'45"40 |      |

## Situazione pre-gara

### Record
Prima di questa competizione, il record del mondo (RM), il record europeo (EU) e il record dei campionati (RC) erano i seguenti.
| Record                | Prestazione | Atleta                    | Data                                 | Competizione               |
| --------------------- | ----------- | ------------------------- | ------------------------------------ | -------------------------- |
| Record mondiale       | 1'40"91     | David Rudisha Kenya       | 9 agosto 2012 Londra, Gran Bretagna  | Olimpiadi 2012             |
| Record europeo        | 1'41"11     | Wilson Kipketer Danimarca | 24 agosto 1997 Colonia, Germania     | IAAF Grand Prix di Colonia |
| Record dei campionati | 1'43"84     | Olaf Beyer Germania Est   | 31 agosto 1978 Praga, Cecoslovacchia | Europei 1978               |

### Campione in carica
Il campione europeo in carica era:
| Campione | Atleta                | Prestazione | Data                                       | Competizione | Note |
| -------- | --------------------- | ----------- | ------------------------------------------ | ------------ | ---- |
| Europeo  | Mariano García Spagna | 1'44"85     | 21 agosto 2022 Monaco di Baviera, Germania | Europei 2022 |      |

### La stagione
Prima di questa gara, gli atleti europei con le migliori tre prestazioni dell'anno erano:
| Pos. | Atleta                      | Prestazione | Data                                    |
| ---- | --------------------------- | ----------- | --------------------------------------- |
| 1    | Catalin Tecuceanu Italia    | 1'44"01     | 23 maggio 2024 Asti, Italia             |
| 2    | Jake Wightman Gran Bretagna | 1'44"10     | 18 maggio 2024 Los Angeles, Stati Uniti |
| 3    | Yanis Meziane Francia       | 1'44"13     | 19 maggio 2024 Marrakech, Marocco       |

## Risultati

### Batterie
Le batterie si sono corse a partire dalle 12:20 del 7 giugno. I primi 3 di ogni batteria (Q) e i 4 tempi migliori tra gli esclusi (q) si qualificano alle semifinali.

#### Batteria 1
| Posizione | Corsia | Atleta            | Nazionalità | Tempo   | Note |
| --------- | ------ | ----------------- | ----------- | ------- | ---- |
| 1         | -      | Gabriel Tual      | Francia     | 1'45"69 | Q,   |
| 2         | -      | Francesco Pernici | Italia      | 1'45"87 | Q    |
| 3         | -      | Álvaro de Arriba  | Spagna      | 1'46"03 | Q    |
| 4         | -      | Mateusz Borkowski | Polonia     | 1'46"12 |      |
| 5         | -      | Tobias Grønstad   | Norvegia    | 1'46"39 |      |
| 6         | -      | Tibo De Smet      | Belgio      | 1'46"71 |      |
| 7         | -      | Balázs Vindics    | Ungheria    | 1'46"84 |      |
| 8         | -      | Salih Teksöz      | Turchia     | 1'47"80 |      |

#### Batteria 2
| Posizione | Corsia | Atleta         | Nazionalità   | Tempo   | Note |
| --------- | ------ | -------------- | ------------- | ------- | ---- |
| 1         | -      | Adrián Ben     | Spagna        | 1'46"39 | Q    |
| 2         | -      | Elliot Giles   | Gran Bretagna | 1'46"44 | Q    |
| 3         | -      | Andreas Kramer | Svezia        | 1'46"46 | Q    |
| 4         | -      | Eliott Crestan | Belgio        | 1'46"48 |      |
| 5         | -      | Mark English   | Irlanda       | 1'46"73 |      |
| 6         | -      | Ramon Wipfli   | Svizzera      | 1'47"37 |      |
| 7         | -      | Michał Rozmys  | Polonia       | 1'47"46 |      |
| 8         | -      | Jared Micallef | Malta         | 1'47"91 |      |

#### Batteria 3
| Posizione | Corsia | Atleta             | Nazionalità          | Tempo   | Note   |
| --------- | ------ | ------------------ | -------------------- | ------- | ------ |
| 1         | 4      | Ole Jakob Solbu    | Norvegia             | 1'46"16 | Q      |
| 2         | 8      | Simone Barontini   | Italia               | 1'46"30 | Q      |
| 3         | 1      | Filip Ostrowski    | Polonia              | 1'46"37 | Q      |
| 4         | 6      | Yanis Meziane      | Francia              | 1'46"39 | (.382) |
| 5         | 3      | Callum Dodds       | Gran Bretagna        | 1'46"39 | (.388) |
| 6         | 2      | Niels Laros        | Paesi Bassi          | 1'46"62 |        |
| 7         | 5      | Abedin Mujezinović | Bosnia ed Erzegovina | 1'49"20 |        |
| 8         | 7      | Dániel Huller      | Ungheria             | 1'49"59 |        |

#### Batteria 4
| Posizione | Corsia | Atleta            | Nazionalità   | Tempo   | Note |
| --------- | ------ | ----------------- | ------------- | ------- | ---- |
| 1         | -      | Paul Anselmini    | Francia       | 1'44"73 | Q    |
| 2         | -      | Jakub Dudycha     | Rep. Ceca     | 1'44"89 | Q    |
| 3         | -      | Catalin Tecuceanu | Italia        | 1'44"93 | Q    |
| 4         | -      | Marino Bloudek    | Croazia       | 1'45"07 | q    |
| 5         | -      | Mohamed Attaoui   | Spagna        | 1'45"09 | q    |
| 6         | -      | Ryan Clarke       | Paesi Bassi   | 1'45"25 | q    |
| 7         | -      | Thomas Randolph   | Gran Bretagna | 1'45"58 | q    |
| 8         | -      | Pieter Sisk       | Belgio        | 1'45"87 |      |

### Semifinali
Le semifinali si sono corse a partire dalle 18:50 dell'8 giugno. I primi 3 di ogni semifinale (Q) e i 2 tempi migliori tra gli esclusi (q) si qualificano alla finale.

#### Semifinale 1
| Posizione | Corsia | Atleta            | Nazionalità   | Tempo   | Note |
| --------- | ------ | ----------------- | ------------- | ------- | ---- |
| 1         | -      | Catalin Tecuceanu | Italia        | 1'46"30 | Q    |
| 2         | -      | Elliot Giles      | Gran Bretagna | 1'46"50 | Q    |
| 3         | -      | Álvaro De Arriba  | Spagna        | 1'46"57 | Q    |
| 4         | -      | Paul Anselmini    | Francia       | 1'46"62 |      |
| 5         | -      | Jakub Dudycha     | Rep. Ceca     | 1'46"94 |      |
| 6         | -      | Simone Barontini  | Italia        | 1'47"10 |      |
| 7         | -      | Filip Ostrowski   | Polonia       | 1'47"15 |      |
| 8         | -      | Marino Bloudek    | Croazia       | 1'47"16 |      |

#### Semifinale 2
| Posizione | Corsia | Atleta            | Nazionalità   | Tempo   | Note  |
| --------- | ------ | ----------------- | ------------- | ------- | ----- |
| 1         | -      | Gabriel Tual      | Francia       | 1'45"03 | Q     |
| 2         | -      | Mohamed Attaoui   | Spagna        | 1'45"19 | Q     |
| 3         | -      | Andreas Kramer    | Svezia        | 1'45"33 | Q     |
| 4         | -      | Adrián Ben        | Spagna        | 1'45"34 | q     |
| 5         | -      | Ole Jakob Solbu   | Norvegia      | 1'45"59 | q     |
| 5         | -      | Ryan Clarke       | Paesi Bassi   | 1'46"00 |       |
| 7         | -      | Thomas Randolph   | Gran Bretagna | 1'49"18 |       |
| -         | -      | Francesco Pernici | Italia        | dq      | [ 4 ] |

### Finale
La finale si è disputata alle 22:27 del 9 giugno.
| Posizione | Corsia | Atleta            | Nazionalità | Tempo   | Note |
| --------- | ------ | ----------------- | ----------- | ------- | ---- |
| Oro       | 7      | Gabriel Tual      | Francia     | 1'44"87 |      |
| Argento   | 2      | Mohamed Attaoui   | Spagna      | 1'45"20 |      |
| Bronzo    | 3      | Catalin Tecuceanu | Italia      | 1'45"40 |      |
| 4         | 5      | Álvaro de Arriba  | Spagna      | 1'45"64 |      |
| 5         | 6      | Andreas Kramer    | Svezia      | 1'45"70 |      |
| 6         | 4      | Adrián Ben        | Spagna      | 1'46"54 |      |
| 7         | 8      | Elliot Giles      | Regno Unito | 1'47"06 |      |
| 8         | 1      | Ole Jakob Solbu   | Norvegia    | 1'51"33 |      |